# معسكر اعتقال جروس روزن

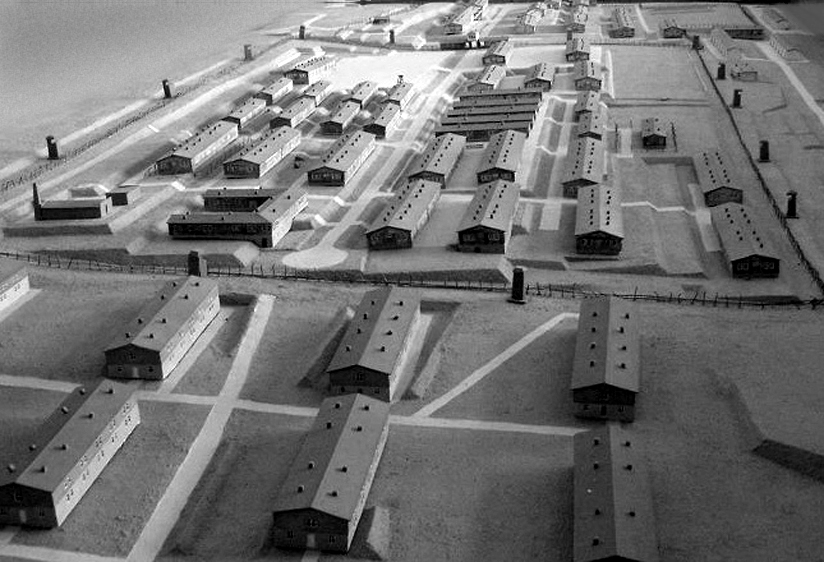
نموذج للمخيم الرئيسي غروس روزن، من متحف روغونيكا

محتشد الاعتقال جروس روزن (بالألمانية: Konzentrationslager Groß-Rosen)‏ شبكة ألمانية من معسكرات الاعتقال النازية التي بنيت وتعمل خلال الحرب العالمية الثانية. يقع المعسكر الرئيسي في قرية جروس روزن الألمانية، التي أصبحت الآن روغونيتشا الحديثة في محافظة سيليزيا السفلى، بولندا؛  مباشرة على خط السكك الحديدية بين مدينتي جاور (Jauer) وStrzegom (Striegau).
في ذروة نشاطه في عام 1944، كان المحتشد يضم ما يصل إلى 100 معسكرًا فرعيًا يقع في شرق ألمانيا وتشيكوسلوفاكيا وعلى أراضي بولندا المحتلة. كان سكان جميع معسكرات جروس روزن في ذلك الوقت يمثلون 11٪ من إجمالي عدد السجناء المحتجزين في نظام معسكرات الاعتقال النازية.

## المخيم

### المحتشدات الفرعية
في ذروة نشاطه في عام 1944، ضم المحتشد ما يصل إلى 100 مخيمًا فرعيًا،  يقع في شرق ألمانيا وتشيكوسلوفاكيا وبولندا المحتلة. في مرحلتها الأخيرة، كان سكان مخيمات جروس روزن يمثلون 11٪ من إجمالي السجناء في معسكرات الاعتقال النازية في ذلك الوقت. مر ما مجموعه 125000 سجين من جنسيات مختلفة من خلال المجمع خلال وجوده، منهم ما يقدر بنحو 40,000 لقوا حتفهم في الموقع، في مسيرات الموت وفي عمليات الإجلاء. تم تحرير المخيم في 14 فبراير 1945 من قبل الجيش الأحمر. تم تدريب ما مجموعه أكثر من 500 من حراس المعسكرات وخدمتن في مجمع غروس روزن.
كان معسكر العمل في Gabersdorf جزءًا من شبكة من معسكرات العمل القسري للسجناء اليهود التي كانت تعمل في ظل منظمة Schmelt منذ عام 1941. كان مصنع الغزل الذي كانت تعمل فيه السجينات اليهوديات «Aryanized» في عام 1939 من قبل شركة مقرها فيينا تدعى Vereinigte Textilwerke KH Barthel & Co. وكان السجناء يعملون أيضًا في المصانع التي تديرها الشركتان Aloys Haase و JA Kluge und Etrich. بحلول 18 مارس 1944، أصبح جابرسدورف معسكرًا فرعيًا لـ Gross-Rosen.

### قادة المعسكر
1. SS-أوبرستورمبانفورر آرثر رودل، مايو 1941 - سبتمبر 1942
2. SS-هوبتستثرمفهرر ويلهلم جدعون، سبتمبر 1942 - أكتوبر 1943
3. إس إس-قائد وحدة الاعتداء Johannes Hassebroek، أكتوبر 1943 حتى الإخلاء